# Ramon Magsaysay (Filippine)
Ramon Magsaysay è una municipalità di quarta classe delle Filippine, situata nella Provincia di Zamboanga del Sur, nella regione della Penisola di Zamboanga.
Ramon Magsaysay è formata da 27 baranggay:
- Bagong Opon
- Bambong Daku
- Bambong Diut
- Bobongan
- Campo IV
- Campo V
- Caniangan
- Dipalusan
- Eastern Bobongan
- Esperanza
- Gapasan
- Katipunan
- Kauswagan
- Lower Sambulawan

- Mabini
- Magsaysay
- Malating
- Paradise
- Pasingkalan
- Poblacion
- San Fernando
- Santo Rosario
- Sapa Anding
- Sinaguing
- Switch
- Upper Laperian
- Wakat